# Fort Crook (Californie)
Le fort Crook est un poste de l'U. S. Army, fondé initialement en tant que camp Hollenbush en 1857, dans le comté de Shasta en Californie, au nord-est de Fall River Mills.
Le musée de fort Crook relate son histoire.

## Histoire
Le camp Hollenbush est fondé par le capitaine John W.T. Gardiner, commandant un détachement de soldats du 1st U.S. Dragoons et du 4th U.S. Infantry. Le poste de nommé en référence au chirurgien assistant Calvin G. Hollenbush.
Le poste est renommé plus tard en fort Crook en référence au premier lieutenant George Crook du 4th U.S. Infantry, qui commande l'expédition de Pitt River de 1857 (en) et qui est sévèrement blessé lors d'un des divers engagements par une flèche indienne:24–25.
Pendant la guerre de Sécession, les volontaires de Californie (en) forment la garnison du poste.
Du 3 au 12 août 1861, des troupes de ce poste font une reconnaissance à partir du fort Crook dans la Round Valley (en) dans le comté de Mendocino.
Le 5 août 1861, d'autres troupes de la garnison livrent une escarmouche dans la Upper Pitt River Valley contre des Achomawis. Du 15 au 22 août 1861, elles mènent une expédition à partir du fort Crook vers la Pitt River au cours de laquelle elles livrent une escarmouche près de Kellogg's Lake le 19 août.
L'U.S. Army abandonne le poste en 1869. Le terrain retourne dans le domaine public en 1881.

## Lieu actuel
Il ne reste rien sur le site d'origine. Le 11 novembre 1934, la société historique du fort Crook, place un marqueur historique pour le fort Crook, à Fall River Mills à 41° 05,318′ N, 121° 30,861′ O. Un chalet restauré du site du fort est situé ensuite au musée du fort Crook à Fall River Mills, en Californie à l'intersection orientale de McArthur Road et de Soldier Mountain Road près du marqueur.
En 2009, une grange ronde (en) qui était utilisée pour débourrer et entraîner les chevaux sauvages pour l'U.S. Army, est reconstruite sur le terrain du musée de fort Crook.